# Nowe Dawydkowo
Nowe Dawydkowo (ukr. Нове Давидково) – wieś na Ukrainie w rejonie mukaczewskim obwodu zakarpackiego.